# Chilo zizaniae
Chilo zizaniae là một loài bướm đêm trong họ Crambidae.